# Cayuga (Dakota del Nord)
Cayuga è un centro abitato (city) degli Stati Uniti d'America, situato nella Contea di Sargent, nello Stato del Dakota del Nord. Nel censimento del 2000 la popolazione era di 61 abitanti. La città è stata fondata nel 1887.

## Geografia fisica
Secondo i rilevamenti dell'United States Census Bureau, la località di Cayuga si estende su una superficie di 2,60 km², tutti occupati da terre.

## Popolazione
Secondo il censimento del 2000, a Cayuga vivevano 61 persone, ed erano presenti 13 gruppi familiari. La densità di popolazione era di 24 ab./km². Nel territorio comunale si trovavano 32 unità edificate. Per quanto riguarda la composizione etnica degli abitanti, il 96,72% era bianco e il 3,28% apparteneva a due o più etnie.
Per quanto riguarda la suddivisione della popolazione in fasce d'età, il 29,5% era al di sotto dei 18, il 6,6% fra i 18 e i 24, il 26,2% fra i 25 e i 44, il 19,7% fra i 45 e i 64, mentre infine il 18,0% era al di sopra dei 65 anni di età. L'età media della popolazione era di 46 anni. Per ogni 100 donne residenti vivevano 96,8 maschi.